# Stanisław Mycielski (dyplomata)
Stanisław Kostka Mycielski (ur. 27 października 1897 w Buszewie, zm. 12 września 1977 w Krakowie) – polski dyplomata okresu II RP, pisarz.

## Życiorys
Urodził się 27 października 1897 w Buszewie. Wywodził się z hrabiowskiego rodu Mycielskich h. Dołęga. Był synem Edwarda (1865–1939) i Heleny z hr. Ponińskich h. Łodzia. Miał siostry Helenę i Felicję.
Ukończył naukę w szkole średniej w Szwajcarii. Został absolwentem Wydziału Prawo-Ekonomicznego na Uniwersytecie Poznańskim uzyskując dyplom magistra nauk ekonomiczno-politycznych.
W 1920 ochotniczo uczestniczył w wojnie polsko-bolszewickiej w szeregach Wojska Polskiego. Od 1924 do 1930 pracował w centrali Ministerstwa Spraw Zagranicznych, był przydzielony do służby Komisariatu Generalnego RP w Wolnym Mieście Gdańsku, pracował w Ambasadzie RP w Rzymie, a na koniec był wicekonsulem w Kapsztadzie
Od 1930 do 1933 działał w organizacjach społecznych w województwie poznańskim. Od 1933 do 1938 był zatrudniony w Ministerstwie Spraw Wewnętrznych. Około 1938 był wicestarostą powiatu nowosądeckiego. Od 1938 był sekretarzem generalnym Spółki Akcyjnej „Firlej” w Warszawie. W 1939 mieszkał w Warszawie przy ulicy Miłobędzkiej 10.
Autor publikacji pt. Afryka Południowa, W sercu dżungli (1933, 2014) oraz artykułów o charakterze ekonomiczno-politycznym i podróżniczym drukowanych m.in. w „Ilustrowanym Kurierze Codziennym”.
2 września 1930 we Lwowie poślubił Marię z Czarkowskich-Golejewską h. Awdaniec (1909–1994), córkę Cyryla. Miał z nią córki Izabelę Helenę (ur. 1931) i Krystynę (ur. 1943) oraz syna Romana Edwarda (1933–2017). Po raz drugi ożenił się 2 lipca 1946 z Gabrielą Hofmokl-Ostrowską (1902–1991), córką Zygmunta.
Zmarł 12 września 1977 w Krakowie. Został pochowany na cmentarzu Rakowickim w Krakowie (kwatera AC-wsch-1).

## Ordery i odznaczenia
- Złoty Krzyż Zasługi (26 maja 1928)[9][4]
- Medal Niepodległości[4]
- Medal Pamiątkowy za Wojnę 1918–1921[4]
- Kawaler Zakonu Maltańskiego[4]